# Kopaonik
A Kopaonik (szerb cirill írással Копаоник, albánul Kopaoniku) egyike Szerbia legmagasabb hegységeinek. A hegység Szerbia középső részén található, a Raskai körzetben, míg kisebb déli nyúlványai átnyúlnak Koszovó északi részére. Kraljevótól délre, Novi Pazartól keletre, Kosovska Mitrovicától északra, az Ibar jobb partján fekszik. Északnyugatról indulva 120 km hosszúságban délkelet felé húzódik. Legmagasabb pontja a Páncsics-csúcs  2017 méterrel magasodik a tengerszint fölé. Geológiailag a Vardar-övezet része, megtalálható benne az ofiolitsorozat és a mélytengeri üledéksor. Gyakoriak a földrengések.
A Kopaonik Szerbia legnépszerűbb síközpontja. Huszonöt síliftje óránként 32000 síelőt képes felvinni a hegyre. A hegység északnyugati részén, a Kopanik-fennsíkon 1981-ben nemzeti parkot hoztak létre, amely mintegy 118,1 km² kiterjedésű területen fekszik.

## Flóra és Fauna
Kopaonik növényvilágát számos bennszülött faj jellemzi (balkáni nyír, jegenyefenyő, lucfenyő, tiszafa, valamint számos juharféle és tűnyalábos fenyők és tölgyfafélék jellemzik.

## Csúcsai
- Páncsics-csúcs (2017 m) (szerbül Панчићев врх / Pančićev vrh)
- Suvo Rudište (1975 m)
- Gobelja (1934 m)
- Karaman (1934 m)
- Mali Karaman (1927 m)
- Mala Gobelja (1834 m)
- Pajino Preslo (1804 m)
- Nebeska Stolica (1793 m)
- Oštro Koplje (1789 m) Koszovóban
- Bećirovac (1788 m)
- Šatorica (1750 m) Koszovóban

## Történelme
A területen a középkorban igen jelentős bányászat folyt. Az itt kitermelt anyagokat Dubrovnikba szállították elsősorban, amellyel igen élénk kereskedelem zajlott.
A környéken számos régi templom és kolostor található, mint például a Đurđevi stupovi, a Studenica kolostor, a Sopoćani-kolostor és a Gradac kolostor. A vidéken számos régi erőd maradványait és várak romjait lehet megtalaálni. A legközelebbi középkori vár Maglič vára.

## Képek

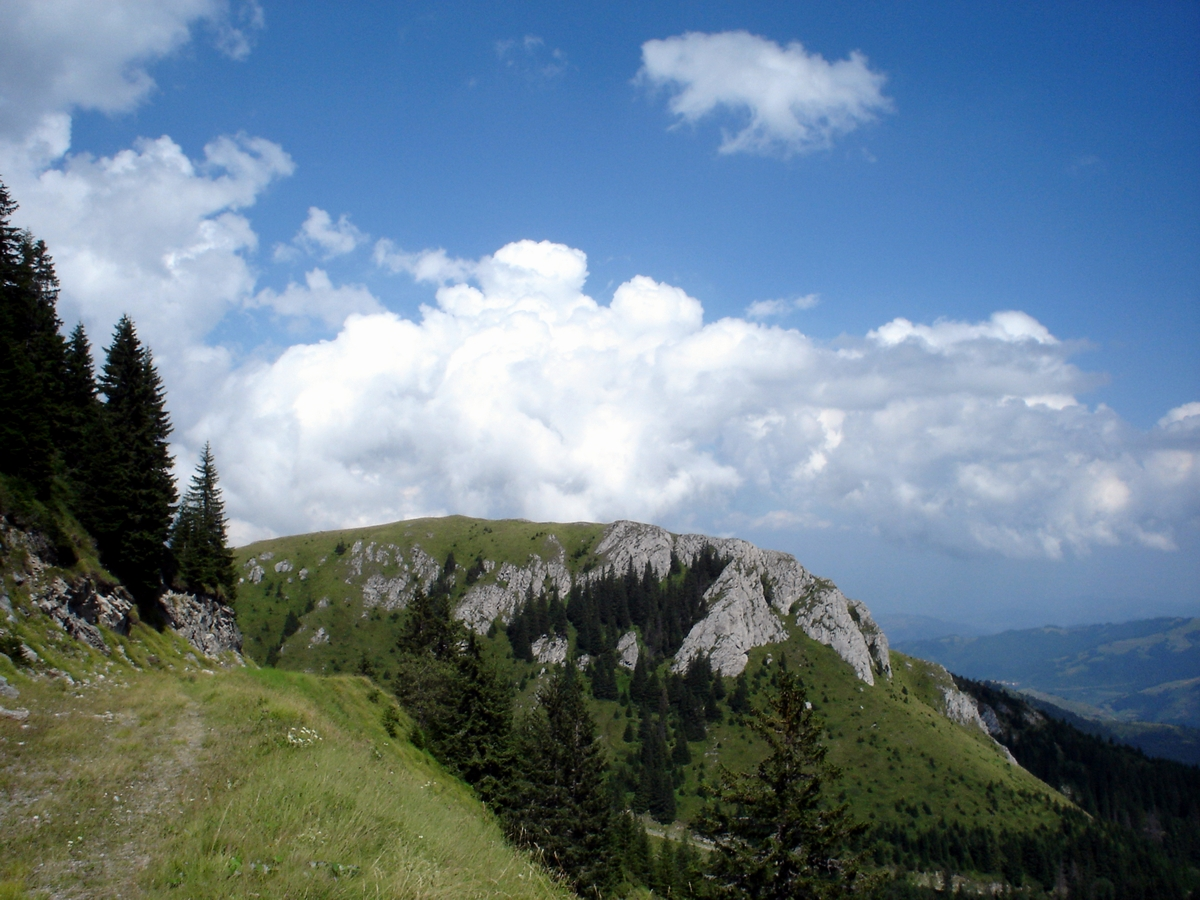
A Sasok Sziklája (Orlova Stijena) Koszovóban
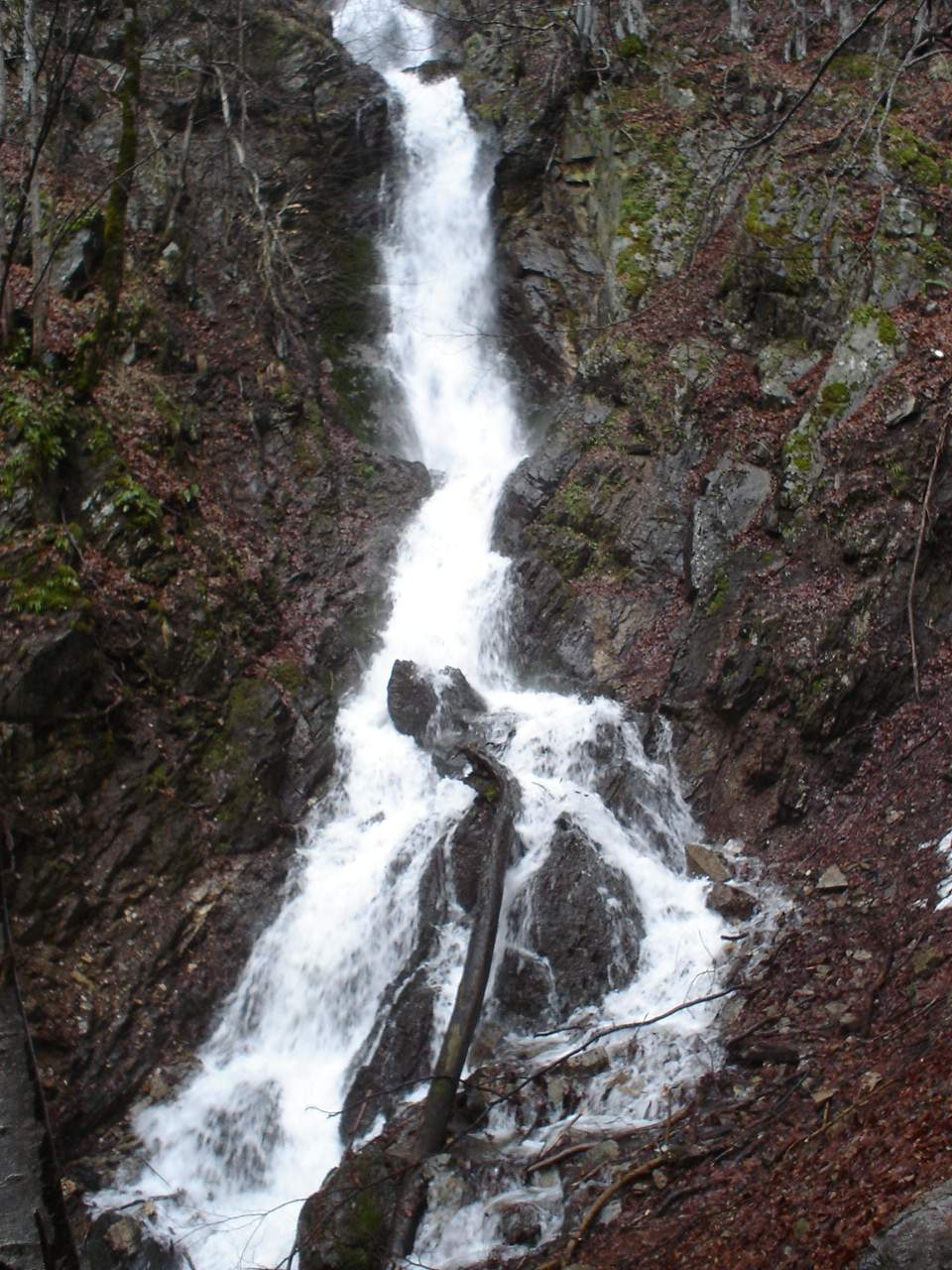
A 71 m-es Jelovarnik-vízesés Szerbia legnagyobb vízesése
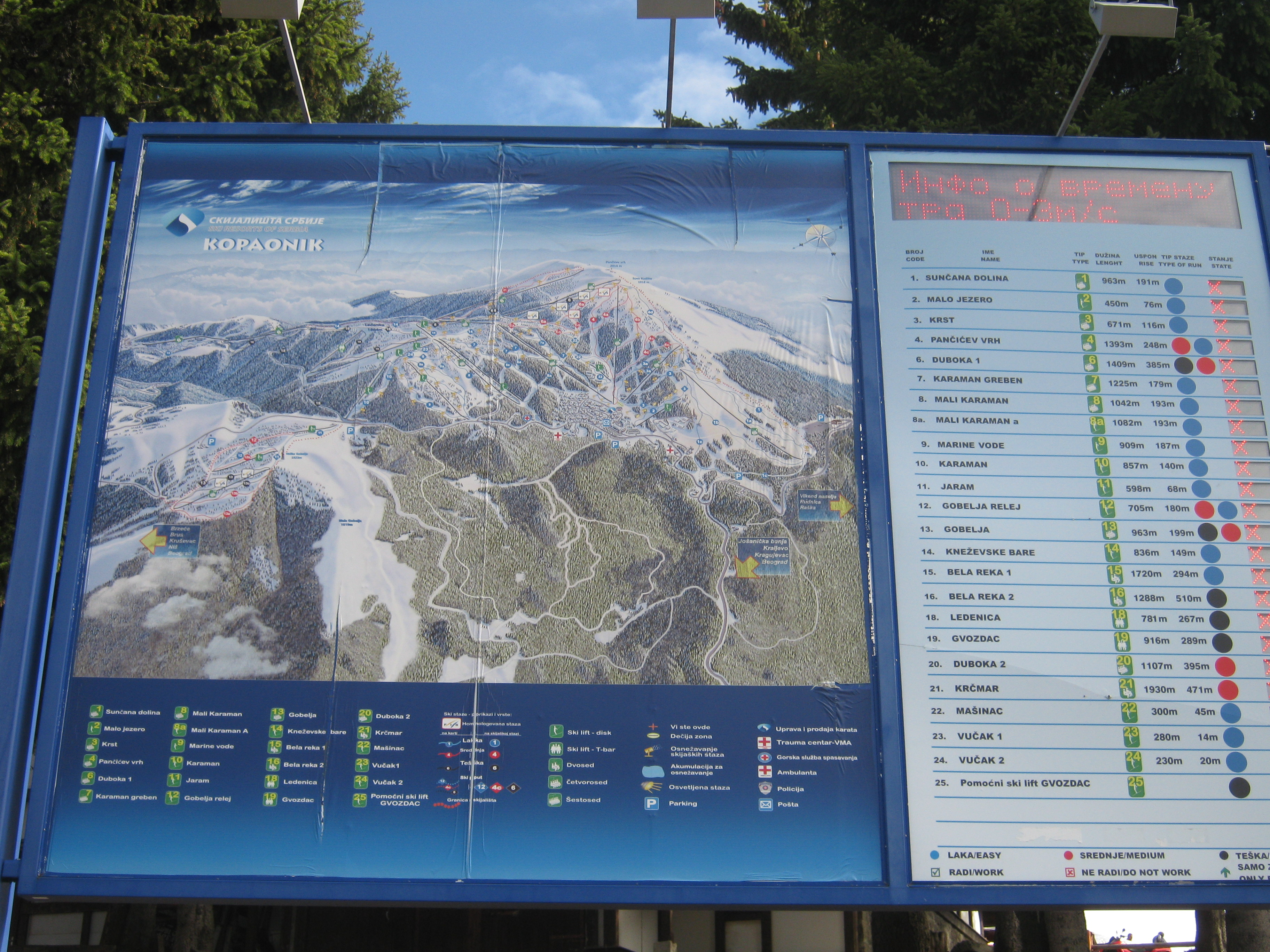
Tájékoztató tábla a Páncsics-csúcsról
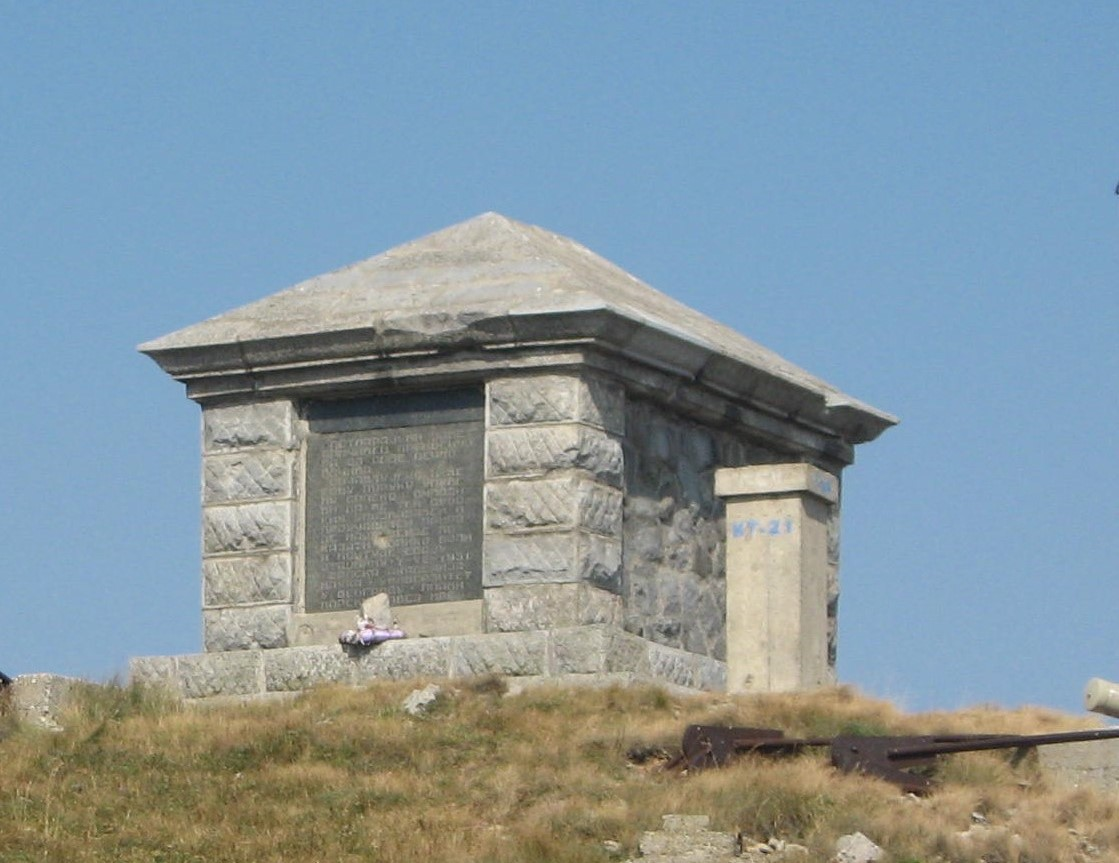
Mauzóleum a Páncsics-csúcson
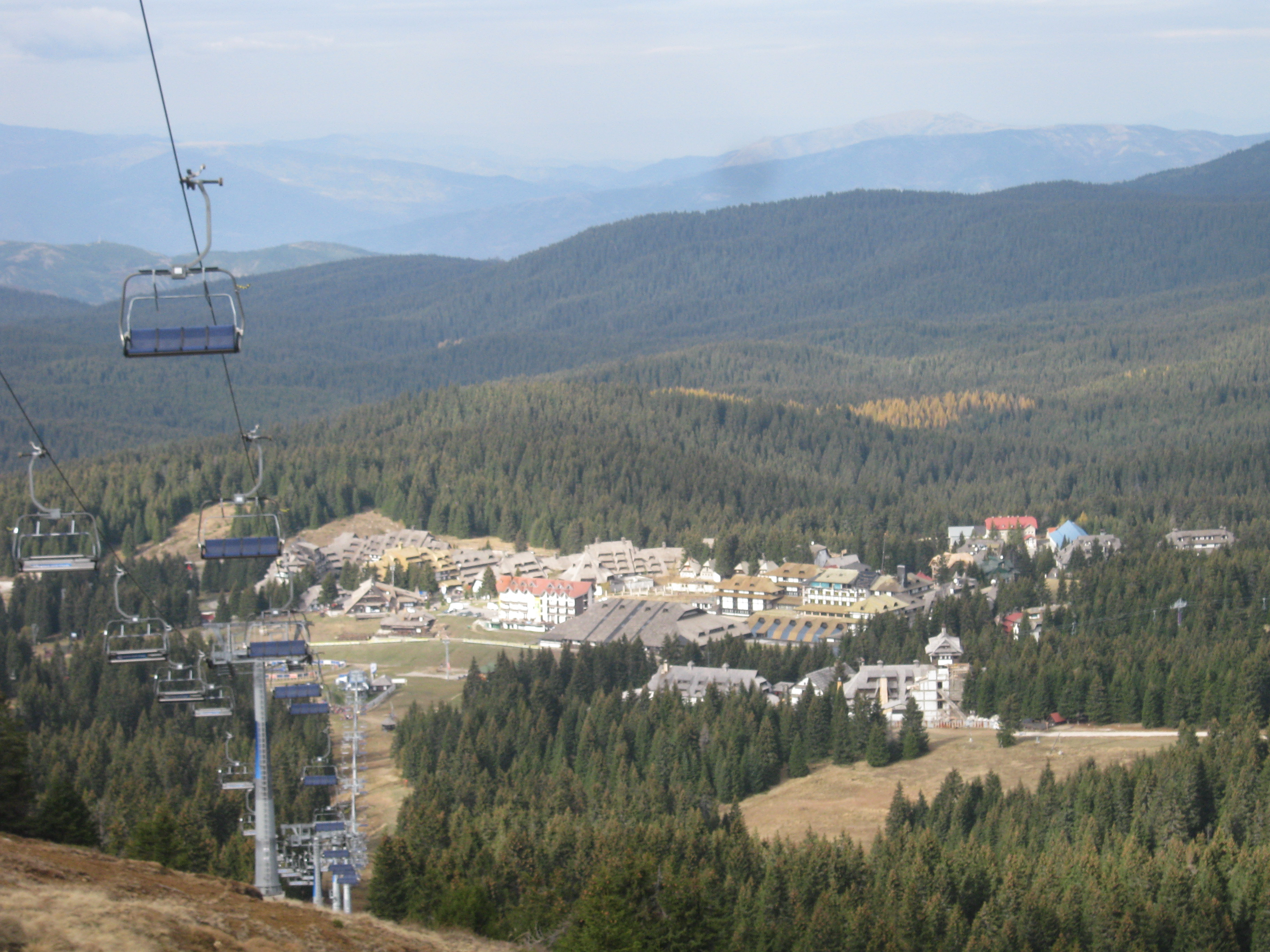
Libegő visz fel a Páncsics-csúcsra
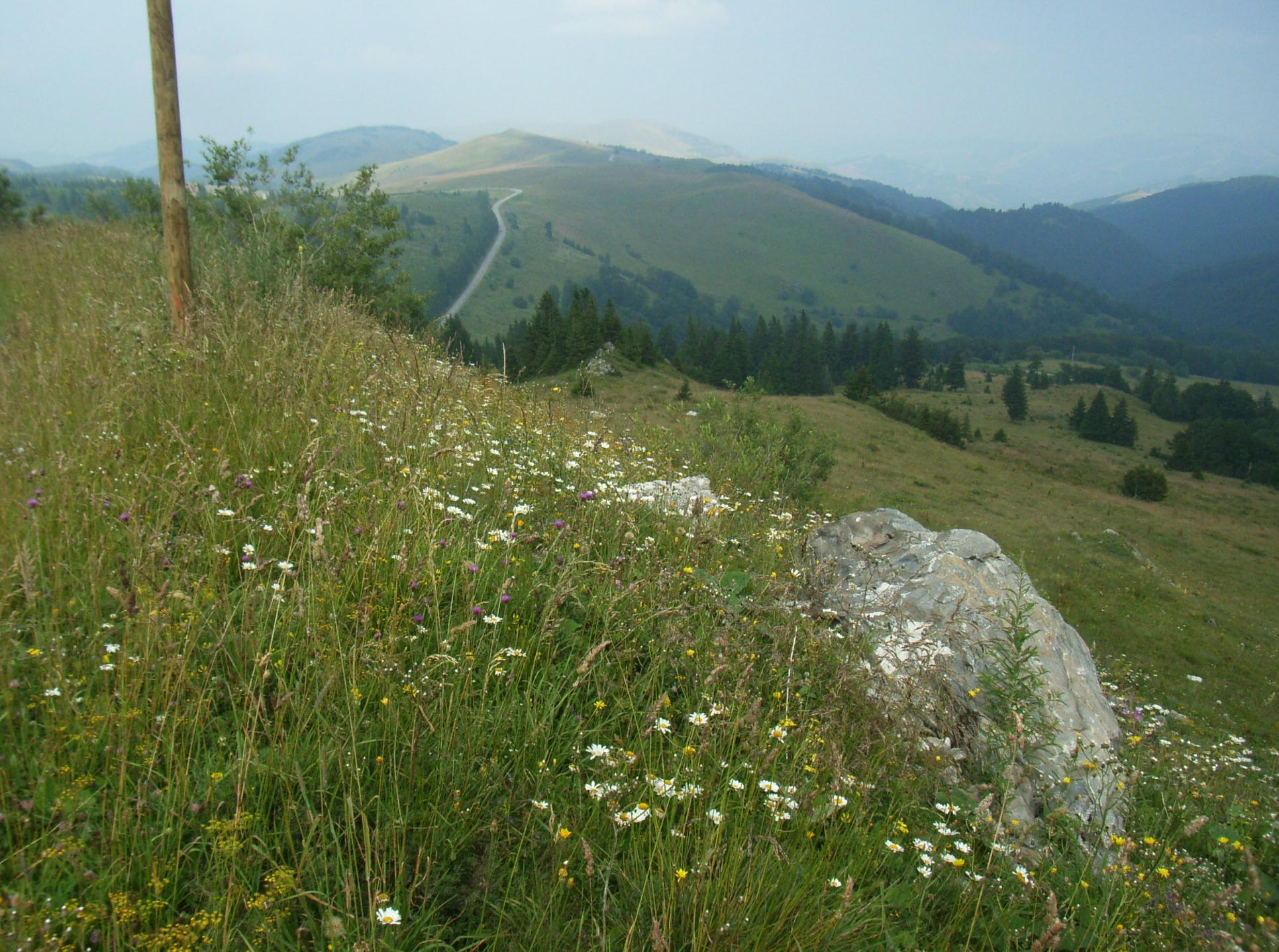
Táj a Kopaonikban 1700 m-es tengerszint feletti magasságban
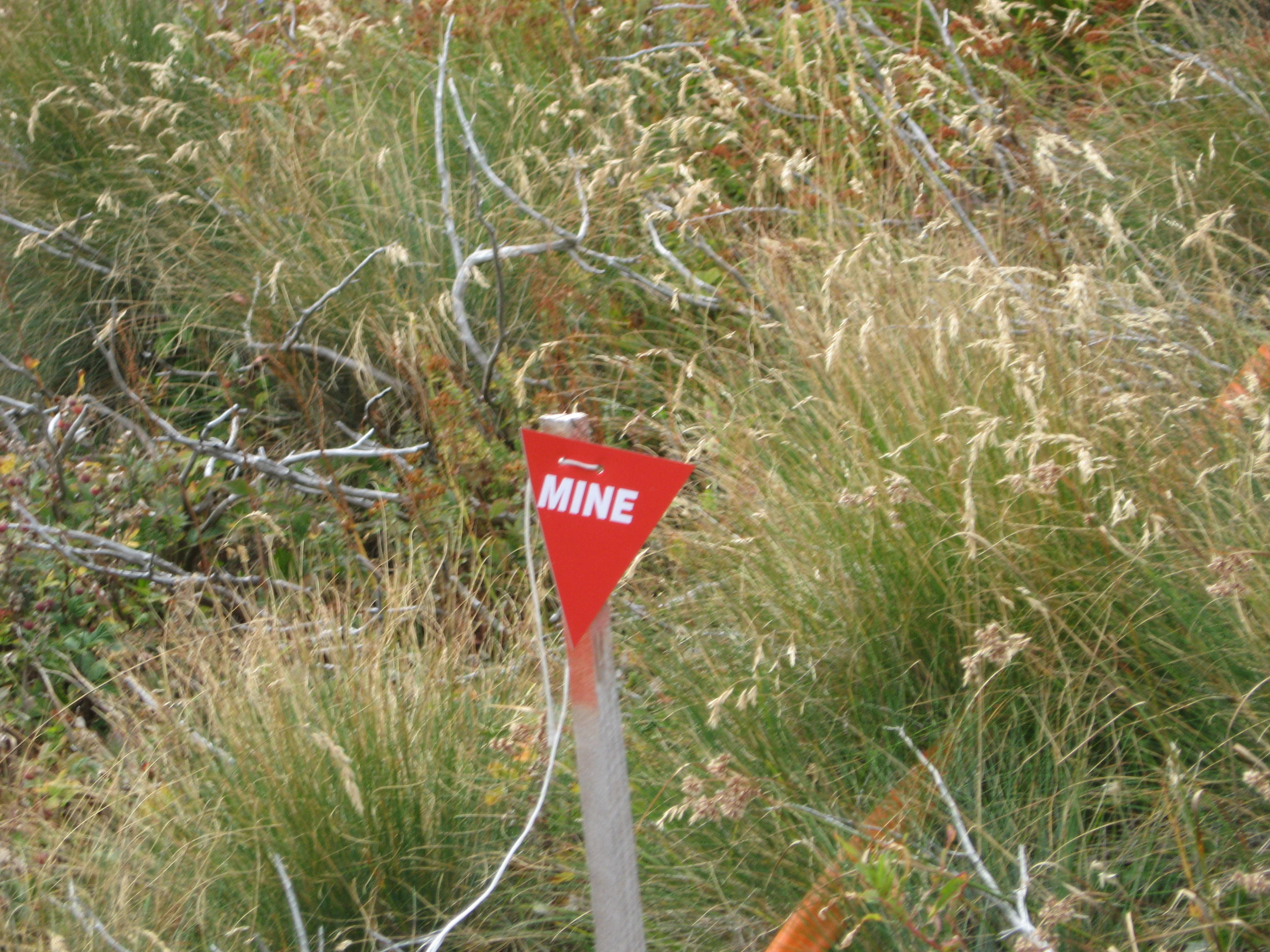
Aknát jelző tábla

## Fordítás
Ez a szócikk részben vagy egészben  a   Kopaonik című angol Wikipédia-szócikk ezen változatának fordításán alapul.  Az eredeti cikk szerkesztőit annak laptörténete sorolja fel. Ez a jelzés csupán a megfogalmazás eredetét és a szerzői jogokat jelzi, nem szolgál a cikkben szereplő információk forrásmegjelöléseként.

## Külső hivatkozások
- Honlap (szerbül)
- A Kopaonik Nemzeti Park honlapja (angolul)
- Kopaonik Online Archiválva 2016. október 9-i dátummal a Wayback Machine-ben (szerbül és angolul)
- Kopaonik Turista Centrum
- Szállók
- A Páncsics-csúcs térképe